# Медные духовые музыкальные инструменты

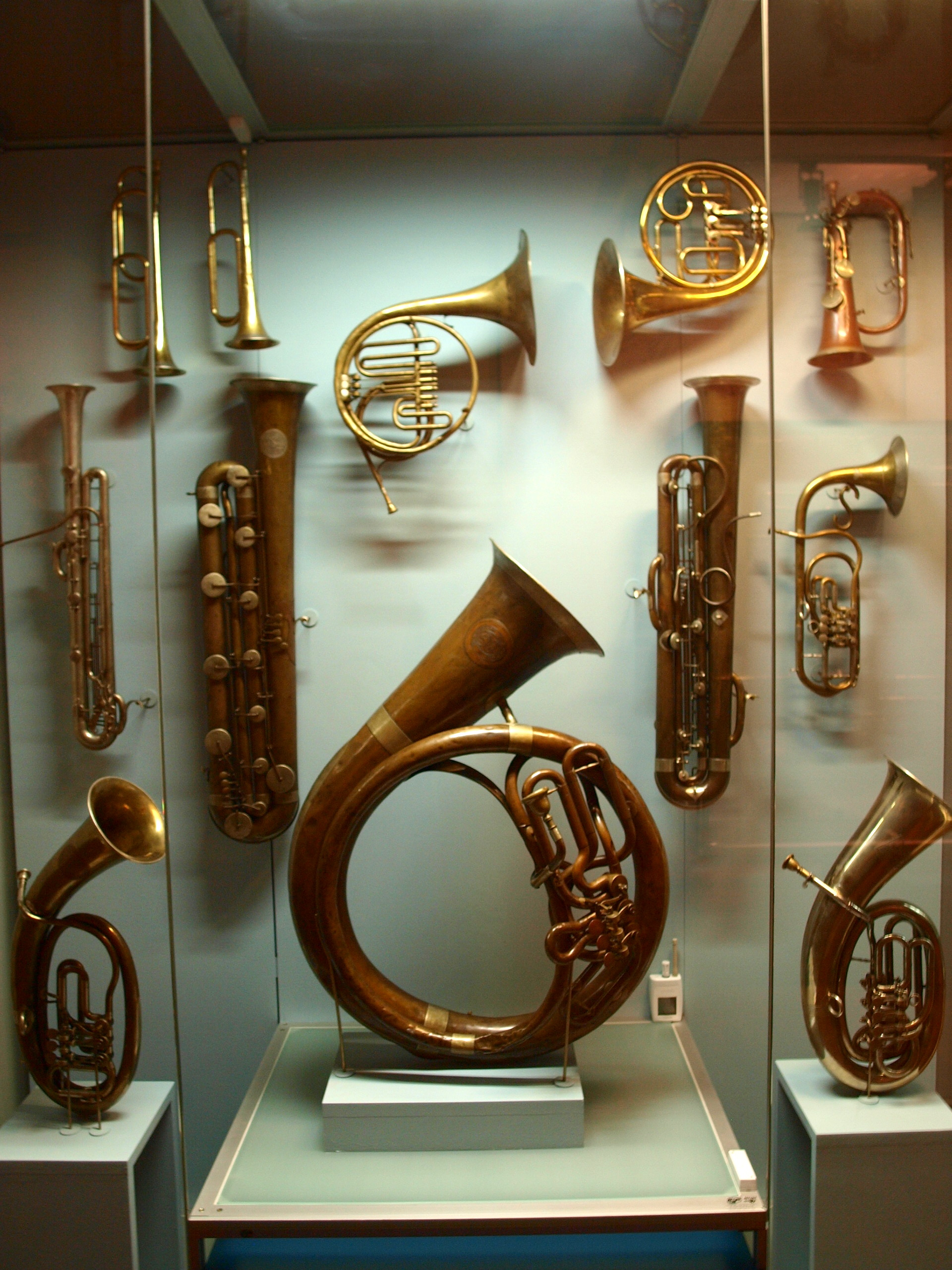
Старинные инструменты

Медные духовые музыкальные инструменты — группа духовых инструментов, представляющих собой длинную, как правило свернутую в несколько оборотов трубку из латуни — сплава меди и цинка. Источником вибрации при игре на медных духовых являются губы музыканта (амбушюр), прикладываемые к мундштуку.
Различают медные духовые инструменты без клапанов, на которых можно исполнять только звуки натурального звукоряда (горн, фанфара, натуральная валторна), и с клапанами (вентилями), подключающими во время игры дополнительные трубки-кроны разной длины для увеличения длины столба воздуха и получения возможности исполнять все звуки хроматического звукоряда (труба, валторна, туба и другие). Также существует единственный в своём роде хроматический инструмент без клапанов, но с заменяющей их кулисой, плавно увеличивающей длину воздушного канала — тромбон.
В отличие от деревянных духовых инструментов, в канале трубки современных медных инструментов нет клапанов-отверстий для сокращения длины вибрирующего столба воздуха — он вибрирует целиком по всей длине инструмента.

## История
Искусство трубить в полый рог животного или в раковину было известно уже в глубокой древности. Впоследствии люди научились делать из металла специальные инструменты, похожие на рога и предназначенные для военных, охотничьих и культовых целей.
Предками современных медных духовых инструментов были охотничьи рога, военные сигнальные трубы, почтовые рожки и древнегреческие фанфары. Эти инструменты, не имевшие вентильного механизма, издавали несколько звуков натурального звукоряда, извлекаемых только с помощью губ исполнителя. Отсюда появились военные и охотничьи фанфары и сигналы, основанные на звуках натурального звукоряда, прочно вошедшие в музыкальную практику. Некоторые из инструментов эпохи Средневековья и барокко с подобным способом звукоизвлечения (например, серпент) были выполнены из дерева.
При повышении техники обработки металлов и производства металлических изделий стало возможным изготовлять трубки для духовых инструментов определённых габаритов и нужной степени отделки. По мере совершенствования медных духовых труб и развития искусства извлекать на них значительное количество звуков натурального звукоряда, появилось понятие натуральных инструментов, то есть инструментов без механизма, способных давать только натуральный звукоряд.
В начале XIX века был изобретён вентильный механизм, резко изменивший технику исполнения и увеличивший возможности медных духовых инструментов.

## Классификация
По мензуре
Мензурой называют отношение длины трубки инструмента к её диаметру. Различают узкомензурные (характерные) и широкомензурные инструменты. К узкомензурным относятся труба, корнет, тромбон, валторна, пионерский горн, фанфара. К широкомензурным — флюгельгорн, альт, тенор, баритон (эуфониум), туба, сузафон, геликон.
По наличию вентилей или кулисы
Натуральные инструменты широко использовались до изобретения инструментов с вентилями (начало XIX века). Для расширения музыкального звукоряда некоторых натуральных инструментов (например натуральной валторны или трубы), или просто для изменения их строя, к ним вручную присоединялись дополнительные трубки-кроны. В настоящее время натуральные инструменты в основном используются только для подачи музыкальных сигналов (см. сигнальная музыка).
Инструменты с кулисой (тромбоны) имеют особую длинную U-образную передвижную трубку-кулису, перемещение которой позволяет плавно понижать строй инструмента до 6 полутонов и получать таким образом полный хроматический звукоряд.
Вентильные инструменты имеют несколько вентилей (минимум 3), каждый из которых по мере необходимости подключает к основному воздушному каналу инструмента дополнительные трубки-кроны различной длины для понижения строя инструмента от 1 до 6 полутонов и получения таким образом полного хроматического звукоряда. Вентильными является большинство современных медных духовых инструментов ― валторны, трубы, тубы, саксгорны и др. Существует два вида вентилей ― поворотный и помповый (пистонный).
Также выделяют особый вид исторических медных духовых инструментов с клапанами-отверстиями в корпусе как на деревянных духовых инструментах (например флейте или саксофоне). Такие инструменты были широко распространены до XVIII века и в настоящее время практически не используются. Примеры ― корнет (цинк), серпент, офиклеид, клапанная труба. К ним также относится русский народный инструмент рожок.

## Мундштук

Трубный мундштук. 1. Диаметр чашки, 2. Ширина полей, 3. Форма полей, 4. Кромка полей, 5. Чашка, 6. Устье (горловина), 7. Канал, 8. Ножка

Мундштук является важнейшей частью инструмента, оказывающей значительное влияние на тембр звучания и условия работы амбушюра музыканта. Подробное описание параметров мундштуков приведено в статье Труба.
В таблице приведены примерные размеры мундштуков:
| Инструмент    | Строй          | Диаметр чашки, мм | Диаметр устья, мм | Особенности формы чашки                                                                          | Иллюстрация |
| ------------- | -------------- | ----------------- | ----------------- | ------------------------------------------------------------------------------------------------ | ----------- |
| Корнет        | Es (ми-бемоль) | 14,5              | 3,3               |                                                                                                  |             |
| Корнет        | B (си-бемоль)  | 16,5              | 3,8               | По сравнению с трубным мундштуком чашка более глубокая                                           |             |
| Труба         | B              | 16,5              | 3,8               | Примерно на середине глубины чашки стенки изгибаются и идут более полого к устью                 |             |
| Валторна      | F (фа)         | 17                | 4,6               | Чашка длинная, узкая, воронкообразная, без чёткой границы перехода в канал ножки                 |             |
| Альтгорн      | Es             | 20                | 4,6               |                                                                                                  |             |
| Теноргорн     | B              | 23                | 5,3               |                                                                                                  |             |
| Баритонгорн   | B              | 25                | 5,75              |                                                                                                  |             |
| Тромбон альт  | Es             | 25,25             | 5,32              | Чашка мелкая или очень мелкая                                                                    |             |
| Тромбон тенор | B              | 25                | 5,75              | Чашки тенор-тромбона, баритонгорна и теноргорна похожи между собой как по форме так и по размеру |             |
| Туба          | Es             | 29,4              | 6,8               |                                                                                                  |             |
| Туба          | B              | 33                | 7,6               |                                                                                                  |             |

## Применение
Медные духовые широко применяются в различных музыкальных жанрах и составах. В составе симфонического оркестра они образуют одну из основных его групп. Стандартный состав группы медных духовых инструментов в симфоническом оркестре включает:
- Валторны (чётное число от двух до восьми, чаще всего ― четыре)
- Трубы (от двух до пяти, чаще всего две―три)
- Тромбоны (как правило, три: два тенора и один бас)
- Тубу (обычно одну)

В партитурах XIX века в симфонический оркестр также нередко включались корнеты, однако с развитием исполнительской техники их партии стали исполнять на трубах. Прочие медные инструменты появляются в оркестре лишь эпизодически.
Медные инструменты являются основой духового оркестра, в который помимо вышеуказанных инструментов также входят саксгорны разных размеров.
Сольные музыкальные композиции для медных духовых инструментов довольно многочисленны ― виртуозные исполнители на натуральных трубах и валторнах существовали уже в эпоху раннего барокко, и композиторы охотно создавали для них свои сочинения. После некоторого спада интереса к духовым инструментам в эпоху романтизма, в XX веке произошло открытие новых исполнительских возможностей медных духовых инструментов и значительное расширение их репертуара.
В камерных ансамблях медные духовых инструменты применяются относительно редко, однако они могут сами объединяться в ансамбли, из которых наиболее распространён брасс-квинтет (две трубы, валторна, тромбон, туба).
Трубы и тромбоны играют важную роль в джазе и ряде других жанров современной музыки.